# USS Dominant (AMc-76)
USS Dominant (AMc-76) – trałowiec typu Accentor. Pełnił służbę w United States Navy w czasie II wojny światowej.
Jego stępkę położono 9 kwietnia 1941 w Gibbs Gas Engine Co. w Jacksonville (Florida). Zwodowano go 6 czerwca 1941. Wszedł do służby 29 września 1941.
W czasie wojny pełnił służbę na Atlantyku w pobliżu wschodniego wybrzeża USA.
Wycofany ze służby 15 kwietnia 1946. Skreślony z listy jednostek floty 1 maja 1946. Przekazany Maritime Commission 5 września 1947.